# Centrální evidence závětí
Centrální evidence závětí (ve zkratce CEZ) je neveřejný seznam vedený od 1. ledna 2001 v elektronické podobě Notářskou komorou České republiky.

## Předmět evidence
V CEZ jsou evidovány závěti, listiny o vydědění a od 1. ledna 2005 také listiny o ustanovení správce dědictví, které
- jsou sepsány ve formě notářského zápisu,
- jsou uloženy v notářské úschově,
- byly převzaty okresními soudy od bývalých státních notářství.

Obdobným seznamem na Slovensku je Notársky centrálny register závetov, zřízený od 1. ledna 2003.

## Evidované listiny
Centrální evidence závětí se skládá ze dvou oddělených evidencí:
- v první části jsou evidovány:
  - závěti
  - listiny o vydědění
  - listiny o odvolání závěti
  - listiny o zrušení listiny o vydědění
- v druhé části jsou evidovány:
  - listiny o ustanovení správce dědictví
  - listiny o odvolání listiny o ustanovení správce dědictví
  - listiny o odvolání souhlasu s ustanovením do funkce správce dědictví

O každé evidované listině jsou v CEZ uvedeny základní údaje o jejím pořizovateli (jméno, příjmení, bydliště a datum narození, popřípadě též rodné číslo) a o místu uložení listiny (jméno, příjmení a adresa notáře nebo název a adresa soudu a běžné číslo seznamu závětí).

## Přístup do evidence
Za života pořizovatele má k údajům o listinám v CEZ přístup pouze notář, u něhož je dotyčná listina uložena, a Notářská komora České republiky.
Po smrti pořizovatele sdělí Notářská komora České republiky údaje o evidovaných listinách na žádost pouze:
- soudnímu komisaři pověřenému provedením úkonů v řízení o dědictví po příslušném zůstaviteli
- soudu či správnímu úřadu
- osobě, která prokáže právní zájem (pouze v případě závětí a dalších listiny evidovaných v první části CEZ; údaje o listinách o ustanovení správce dědictví sdělí žadateli kterýkoliv notář)

Lustraci v CEZ provádí soudní komisař neprodleně po převzetí spisu od soudu.